# Огдън Наш
Огдън Наш (на английски: Ogden Nash) е американски поет, автор на произведения в жанра хумористична поезия, сценарист и текстописец.

## Биография и творчество
Фредерик Огдън Наш е роден на 19 август 1902 г. в Рай, щат Ню Йорк, САЩ, в семейството на Едмънд Струджик и Мати Наш.
 Баща му е имал компания за внос и износ и поради бизнес-задължения семейството често се е местило. За кратко живеят в Савана в къща на Жулиет Гордън Лоу, една от основателките на Скаутското движение в САЩ. След като завършва средното си образование в частната епископална гимназия-интернат „Сейт Джордж“ в окръг Нюпорт, една година в периода 1920-21 г. учи в Харвардския университет. Напуска университета и една година работи в гимназия „Сейт Джордж“, след което се премества в Ню Йорк. В Ню Йорк първоначално работи за кратко като продавач на облигации на Уол Стрийт, после работи в отдела за копиране на компания „Barron Collier“ като пише реклами на трамваи, след което работи в редакционните и рекламни отдели на „Doubleday, Doran Co.“ През 1932 г. работи кратко в „Ню Йоркър“.
Започва да пише стихове в средата на 20-те години. През 1930 г. той продава първото си стихотворение на „Ню Йоркър“. През 1931 г. е издаден първият му поетичен сборник „Hard Lines“. Книгата става бестселър и го прави известен.
На 6 юни 1931 г. се жени за Франсис Леонард. Имат две деца – Линел Ченаут и Изабел Джаксън. През 1934 г. семейството се мести в Балтимор.
Известен със своите неконвекционални рими, игрословици и хумор, той издава детски книги, мюзикъли и повече от 20 сборника с общо над 500 стихотворения.
Пише текстовете за мюзикълите „One Touch of Venus“ (1943) и „Друга компания“ (1952), както и няколко детски книги.
Участва редовно в предавания по радиото и по телевизията и привлича значителна аудитория за своите четения и лекции.
През 1964 г. е удостоен с престижната литературна награда „Сара Жозефа Хейл“.
Огдън Наш умира от сърдечна недостатъчност на 19 май 1971 г. в Балтимор, Мериленд. Погребан е в Норт Хемптън, Ню Хемпшир.

## Произведения
- Hard Lines (1931)
- I'm a Stranger Here Myself (1938)
- The Face is Familiar: The Selected Verse of Ogden Nash (1941)
- Good Intentions (1942)
- Many Long Years Ago (1945)
- Versus (1949)
- Private Dining Room (1952)
- You Can't Get There From Here (1957)
- Everyone But Thee and Me (1962)
- Marriage Lines (1964)
- There's Always Another Windmill (1968)
- Bed Riddance (1969)
- Collected Verse from 1929 On (1972)
- The Old Dog Barks Backwards (1972)
- Custard and Company (1980)
- Ogden Nash's Zoo (1986) – с Етиен Делерт
- Pocket Book of Ogden Nash (1990)
- Candy is Dandy (1994) – с Антъни Бърджис, Линел Смит и Изабел Еберщад
- Selected Poetry of Ogden Nash (1995)
- The Tale of Custard the Dragon (1998) – с Лин Мънингеър
- Custard the Dragon and the Wicked Knight (1999) – с Лин Мънингеър

Произведения на писателя са публикувани на български в сборника „Американски поети“, изд.: „Народна култура“, София (1970), преиздаден през 2010 г.

### Екранизации
- 1937 The Firefly – адаптация
- 1938 The Shining Hour – диалог
- 1941 The Feminine Touch – сценарий
- 1948 One Touch of Venus
- 1955 One Touch of Venus – ТВ филм
- 1965 The Tale of Custard the Dragon – късометражен
- 1970 Poezija Ogdena Nesa – късометражен
- 1972 But Seriously, It's Sheila Hancock – ТВ сериал, 1 епизод,
- 1974 Pisem, pisem stihove... – късометражен
- 1976 Carnival of the Animals – късометражен
- 1982 The Strange Case of Mr. Donnybrook's Boredom – късометражен
- 1984 Carnival of the Animals – ТВ филм
- 2013 PogieJoe – ТВ сериал, 1 епизод, по поемата „The Boy Who Laughed at Santa Claus“

### Книги за Огдън Наш
- Nash, Ogden. Loving Letters from Ogden Nash: A Family Album (1990) – от Линел Наш
- The Life and Rhymes of Ogden Nash (2000) – от Дейвид Стюарт